# Grantsville (Virgínia Ocidental)
Grantsville é uma cidade  localizada no estado norte-americano de Virgínia Ocidental, no Condado de Calhoun.

## Demografia
Segundo o censo norte-americano de 2000, a sua população era de 565 habitantes.
Em 2006, foi estimada uma população de 545, um decréscimo de 20 (-3.5%).

## Geografia
De acordo com o United States Census Bureau tem uma área de
1,2 km², dos quais 1,2 km² cobertos por terra e 0,0 km² cobertos por água. Grantsville localiza-se a aproximadamente 339 m acima do nível do mar.

## Localidades na vizinhança
O diagrama seguinte representa as localidades num raio de 32 km ao redor de Grantsville.